# プレッテンベルク
プレッテンベルク (ドイツ語: Plettenberg, ドイツ語発音: [ˈplɛtn̩bɛrk])は、ドイツ連邦共和国ノルトライン＝ヴェストファーレン州アルンスベルク行政管区のメルキッシャー郡に属す中規模郡所属市である。

## 地理

### 位置
プレッテンベルクは、ザウアーラント西部、北のレネ山地と南のエベ山地との間に位置する。この街はエルゼ川がレネ川に注ぐ河口に位置し、グリューネ川とエスター川が街の中を流れている。このため「フィーア＝テーラー＝シュタット」（4つの谷の街）と呼ばれる。

### 市の構成
プレッテンベルク市には公的な市区は存在しない。
かつて独立した町村であったオーレ（2,981人） とその他の集落ベディングハウゼン、ブレムケ、アイリングハウゼン（5,892人）、エルハウゼン、エッシェン（3,045人）、フレーリングハウゼン、グリミングハウゼン、ヒンメルマート、ホルトハウゼン/オーベレス・エルゼタール（4,033人）、ケビングハウゼン、キュッケルハイム、レトメッケ、エスタータール（3,071人）、パーゼル、ゼルシャイト、ジーゼル、タインデルン、中核市自身（14,012人） が現在も地図に記載されている。

## 歴史
現在の市域の中心部は、カロリング朝以前にすでにザクセン人が定住していた。エルゼタールの、ホルトハウゼン、フレーリングハウゼン、ケビングハウゼンといった集落名がザクセン時代の古い定住地を意味している。支流のエルゼ川やエスター川から遠くない地形上護られた平地に Heslipho（「エルゼバッハ川沿いにある」を意味する）という名前の集落が成立した。これが後の都市の原型となった。特によい水を湧出する泉の役割は明らかでないが、農場名の Offenborn はこれを示している。プレッテンベルクは、1072年のグラーフシャフト修道院の文書に Heslipho として初めて記述されている。古代貴族一門のプレッテンベルク家は、ここを一族の故郷とした。Hof Plettonbrath（プレットンブラート農場）は、1063年から1078年まで修道院長の文書に登場する。
プレッテンベルクは1368年にクレーフェ公に売却された。この集落は1397年にマルク伯ディートリヒ2世から都市権を授けられた。プレッテンベルクその10年前からすでに、マルク伯エンゲルベルト3世から特許状を得ていた。都市への昇格にもかかわらずプレッテンベルクはケルン大司教の「不和の林檎」（争いの種）であり続け、主権を誇示する建造物である市壁の建設を禁じられていた。1500年頃にやっと、それまで堀と土塁と木柵であったプレッテンベルクの防衛施設が市壁に置き換えられた。同時に街は北側（現在のアルター・マルクトおよびウンタートーア方面）に大きく拡張された。この街の都市防衛施設には2つの門があった。オーバートーア（上の門）はエスター川に架かる橋を経てアッテンドルン方面への街道（現在のマイプラッツ）が、ウンタートーア（下の門）はアルンスベルク方面への街道（現在のバーンホーフ通り）が通っていた。1725年の大火の後、2つの門と市壁の一部が取り壊され、古い水堀が埋め立てられた。ノイエ通り付近だけには、おそらく14世紀のウンタートーアであろう古い門が1800年頃まで存在していた。

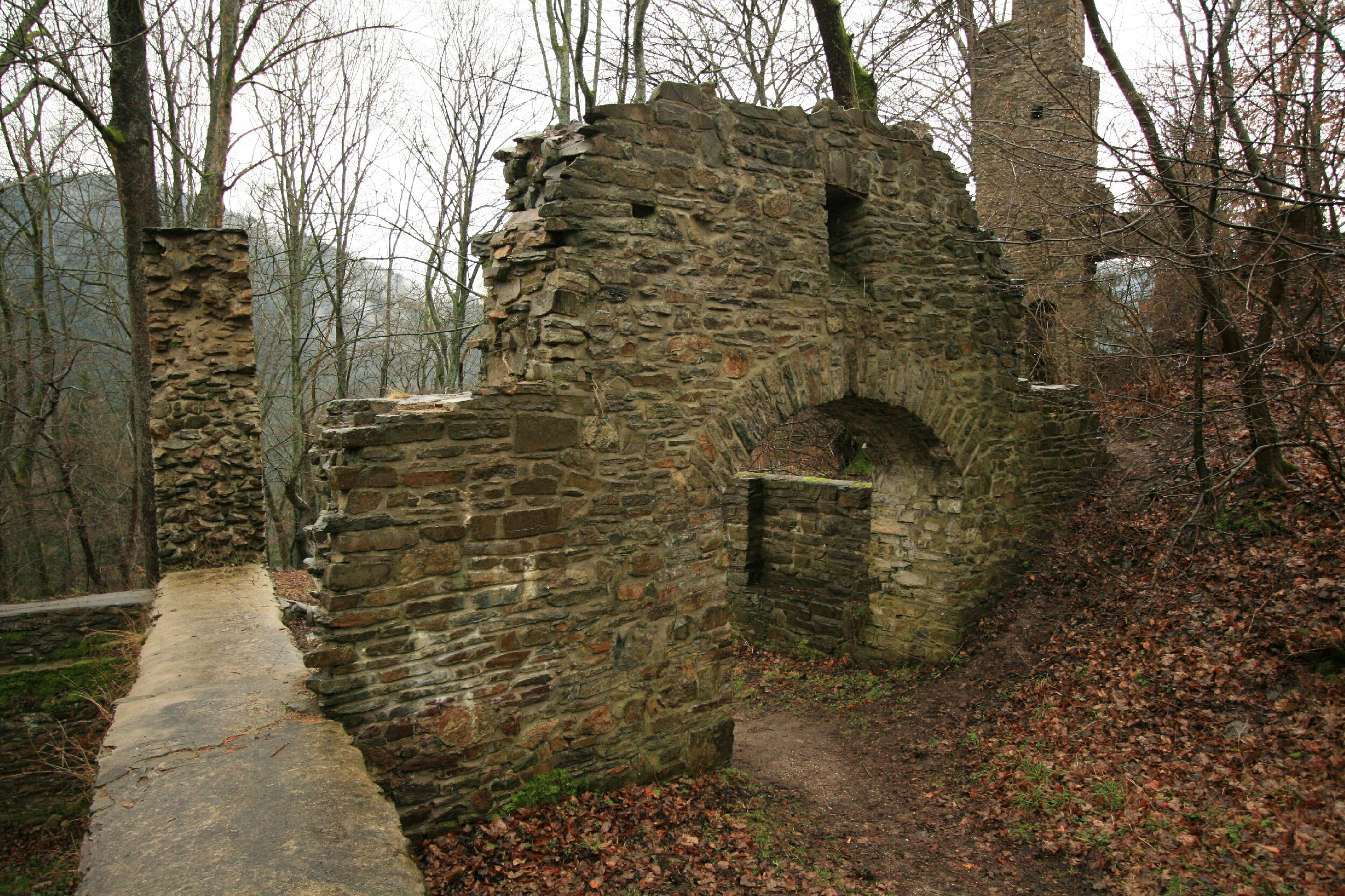
シュヴァルツェンベルク城趾

歴史的な起源は現在ほとんど遺されていない。中心部ではクリストゥス教会周辺に13世紀の小さな歴史的な核が見られる。オーレ市区には古い村の教会がある。シュヴァルツェンベルク城は古い遺跡だけが遺されている。ドゥンケルシェ・ミューレ（水車）は13世紀から1950年代まで存在していた。
プレッテンベルクで多くの犠牲者を出した三十年戦争の間、1622年から1623年にこの町はスペイン軍に占領され、38週間その面倒を見なければならなかった。1634年の陥落後、プレッテンベルクは荒廃し、略奪された。1666年には、ブランデンブルク＝プロイセンがこの街に打撃を与えた。仏蘭戦争勃発の1年後、プレッテンベルクは1673年にケルン選帝侯＝ミュンスター＝フランスの保護状を得た。しかしフランス軍が1679年にメルキッシェ地方に侵攻し、プレッテンベルクは多額の軍税を支払わなければならなかった。

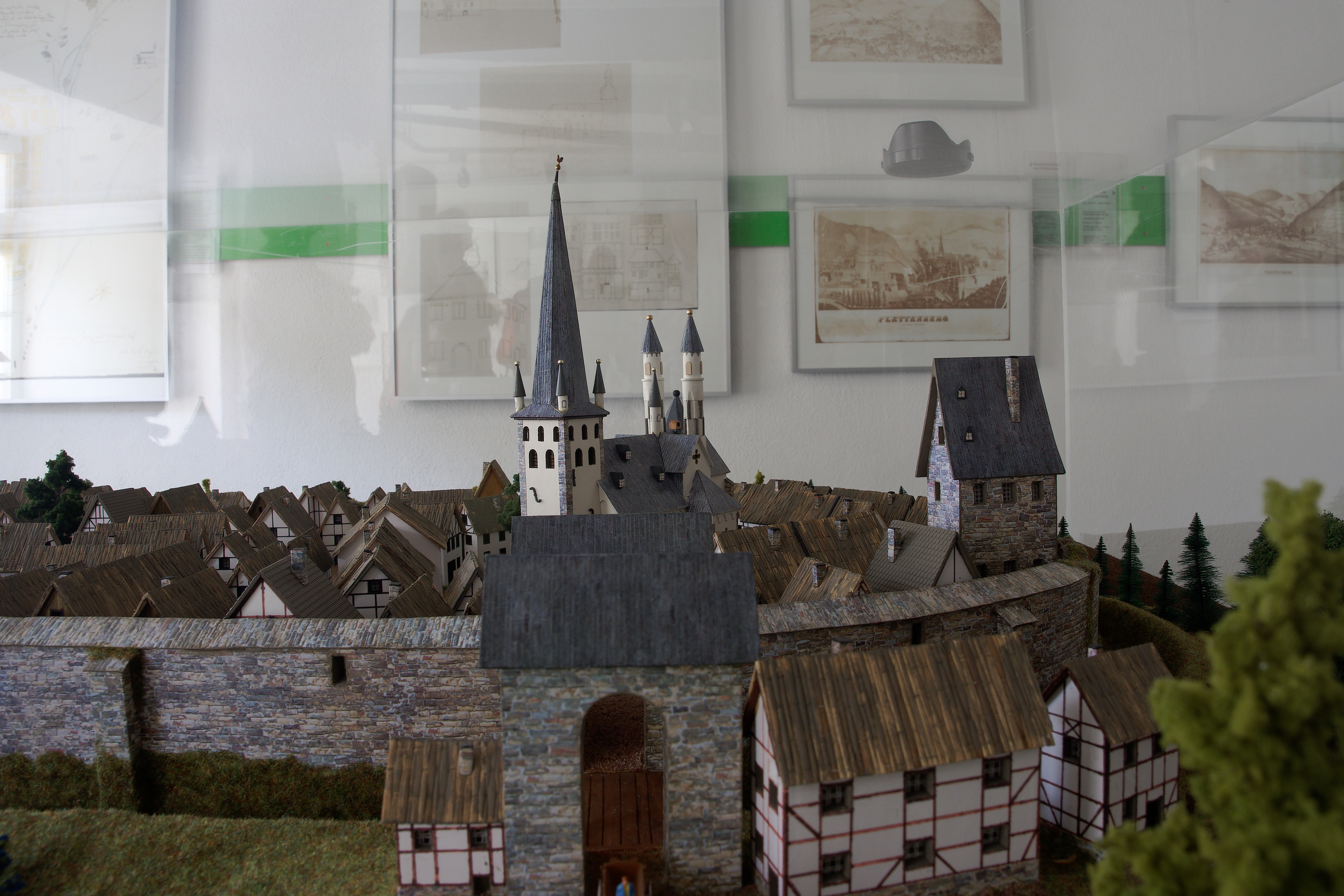
プレッテンベルク郷土館で展示されている1725年の火災以前のプレッテンベルクの復元模型

1725年4月12日、火災が市域の 94 % を焼き尽くした。市壁内のほぼすべての建物が破壊された。火災後、住民たちは、以前の通りに街を再建した。
1735年にプレッテンベルク市とアムト・プレッテンベルクは、アルテナ郡に編入された。1750年にプレッテンベルクに浮浪者収容施設が設けられた。1807年から1815年まで市とアムトはフランスの支配下に置かれ、ベルク大公国に吸収された。プレッテンベルクは1816年からアルンスベルク県アルテナ郡に属した。
工業化の時代には、川沿いの谷に最初の金属製錬業者が進出し、水力により地元産の金属を加工した。1860年のルール＝ジーク鉄道開通は、特に重工業にとって有利に作用した。そのわずか8年前にプレッテンベルクの人々は経済危機を経験していた。
プレッテンベルクは、第二次世界大戦によって大部分が破壊された。1944年に爆撃機1機が街のすぐ裏手に墜落した。1945年、プレッテンベルクはアメリカ軍歩兵第75師団によって占領された。
1960年代に街は完全に再開発された。これにより、たとえば歴史的都市中心部やプレッテンベルク軽便鉄道などが失われた。これらは幅の広い道路や歩行者専用区域に造り替えられた。

### 市町村合併
オーレは、1891年にアムト・ノイエンラーデからアムト・プレッテンベルクに移管された。1941年4月1日に市町村新法に基づき、アムトの町村（オーレおよびプレッテンベルク＝ラント）とプレッテンベルク市が合併し、新たな都市プレッテンベルクが成立した。

## 住民

### 人口推移
14世紀のプレッテンベルクの人口は500人であった。ペストの流行や、三十年戦争で人口は年ごとに減少していった。
| 年   | 人口（人） |
| ---- | ---------- |
| 1719 | 0,749      |
| 1758 | 1,051      |
| 1765 | 0,933      |
| 1818 | 1,307      |
| 1839 | 1,539      |
| 1849 | 1,652      |
| 1871 | 1,976      |

| 年   | 人口（人） |
| ---- | ---------- |
| 1910 | 05,981     |
| 1933 | 07,169     |
| 1998 | 29,263     |
| 2003 | 28,442     |
| 2008 | 27,026     |
| 2013 | 26,099     |
| 2018 | 25,773     |

1933年までの人口は現在の市中心部、1998年以降の人口は合併した地区を含む。1998年以降の数値はいずれも12月31日時点のデータである。

### 宗教
2011年人口調査 (zensus 2011) によれば、2011年時点で、福音主義信者が 39.7 %、ローマ＝カトリック信者が 28.2 %、無宗教またはその他の宗教の信者が 32.1 % であった。この後プロテスタント信者もカトリック信者も数が減少した。2018年12月31日時点で 25,773人の住民のうち、福音主義 34.4 %、ローマカトリック 26.6 % で、39.0 % が無宗教またはその他の宗教の信者であった。
プレッテンベルクの福音主義教会は、ヴェストファーレン福音主義教会リューデンシャイト＝プレッテンベルク教会クライスに属している。

## 行政

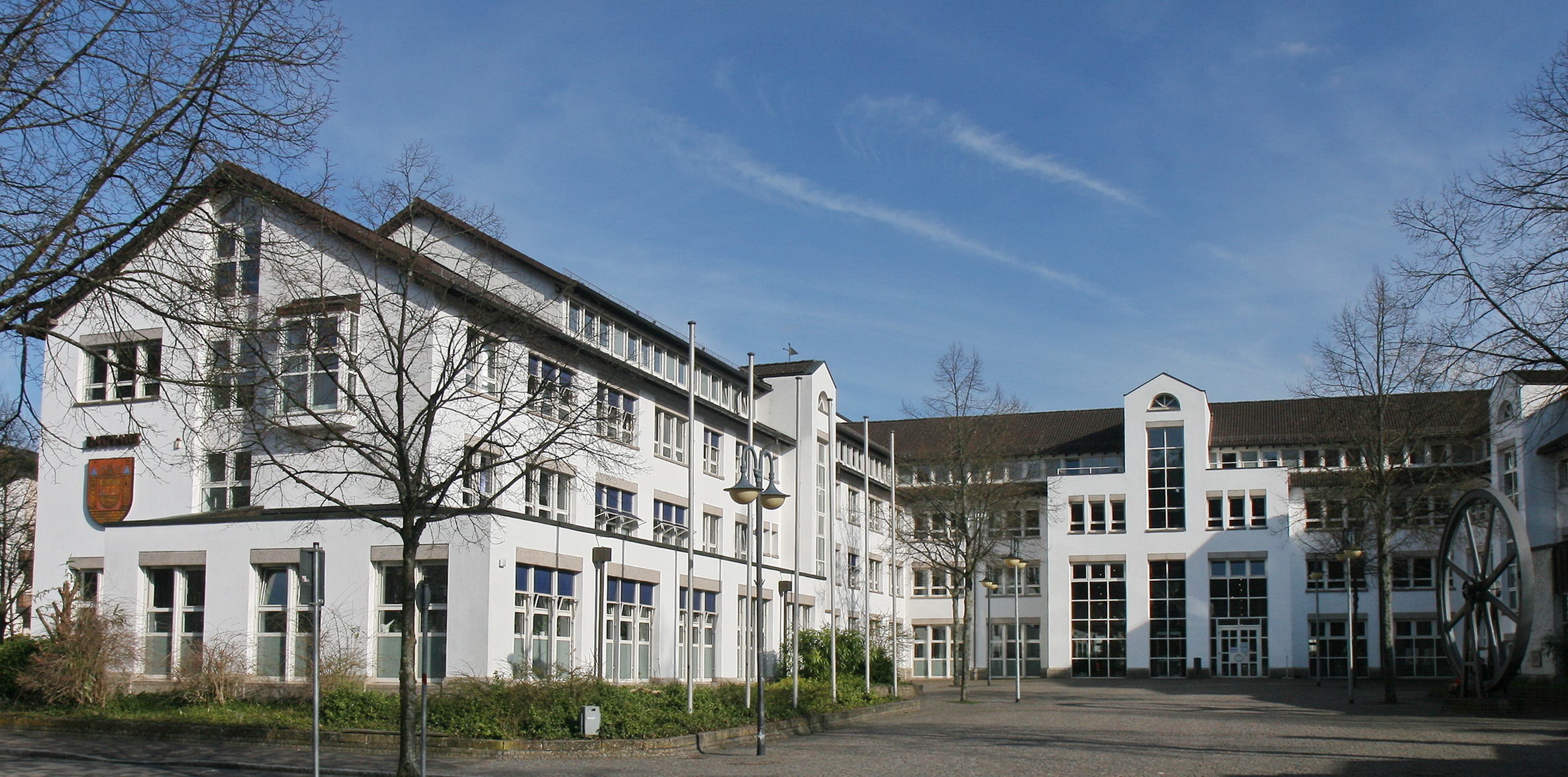
プレッテンベルク市庁舎

### 議会
プレッテンベルクの市議会は36議席である。

### 首長
第二次世界大戦以後の市長を列記する:
- 1945年 - 1948年: ヴィルヘルム・ディング (SPD)
- 1948年 - 1951年: カール・ハルフマン (CDU)
- 1951年 - 1954年: エミール・アルント (SPD)
- 1954年 - 1956年: パウル・トメー (FDP)
- 1956年 - 1960年: ハインツ・クミル (SPD)
- 1960年 - 1964年: ヴィルヘルム・ヴィッカー (CDU)
- 1964年 - 1983年: ハインツ・バーベルク (SPD)
- 1984年 - 1986年: ウード・シェーパース (SPD)
- 1986年 - 1999年: オットー・クレーム (SPD)
- 1999年 - 2004年: ヴァルター・シュタールシュミット
- 2004年 - 2015年: クラウス・ミュラー (SPD)
- 2015年 - : ウルリヒ・シュルテ（無所属）[11]

### 姉妹都市
プレッテンベルクは以下の都市と姉妹都市関係にある
- ブルーデンツ（ドイツ語版、英語版）（オーストリア、フォアアールベルク州）1988年
- シュロイジンゲン（ドイツ語版、英語版）（ドイツ、テューリンゲン州）1990年

## 文化と見所

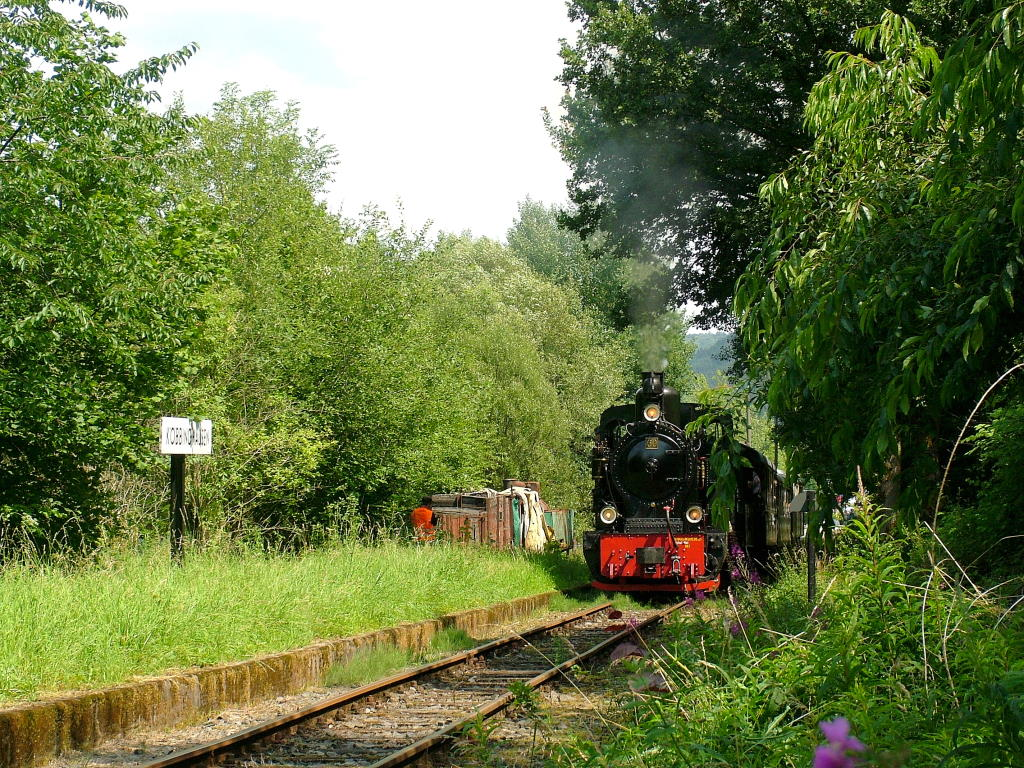
旧ケビングハウゼン駅付近を走行する保存鉄道

### 博物館
- ザウアーラント軽便鉄道、プレッテンベルクのケビングハウザー・ハンマーとヘルシャイトのヒューイングハウゼンとを結ぶ保存鉄道路線。
- プレッテンベルク郷土館

### 建築

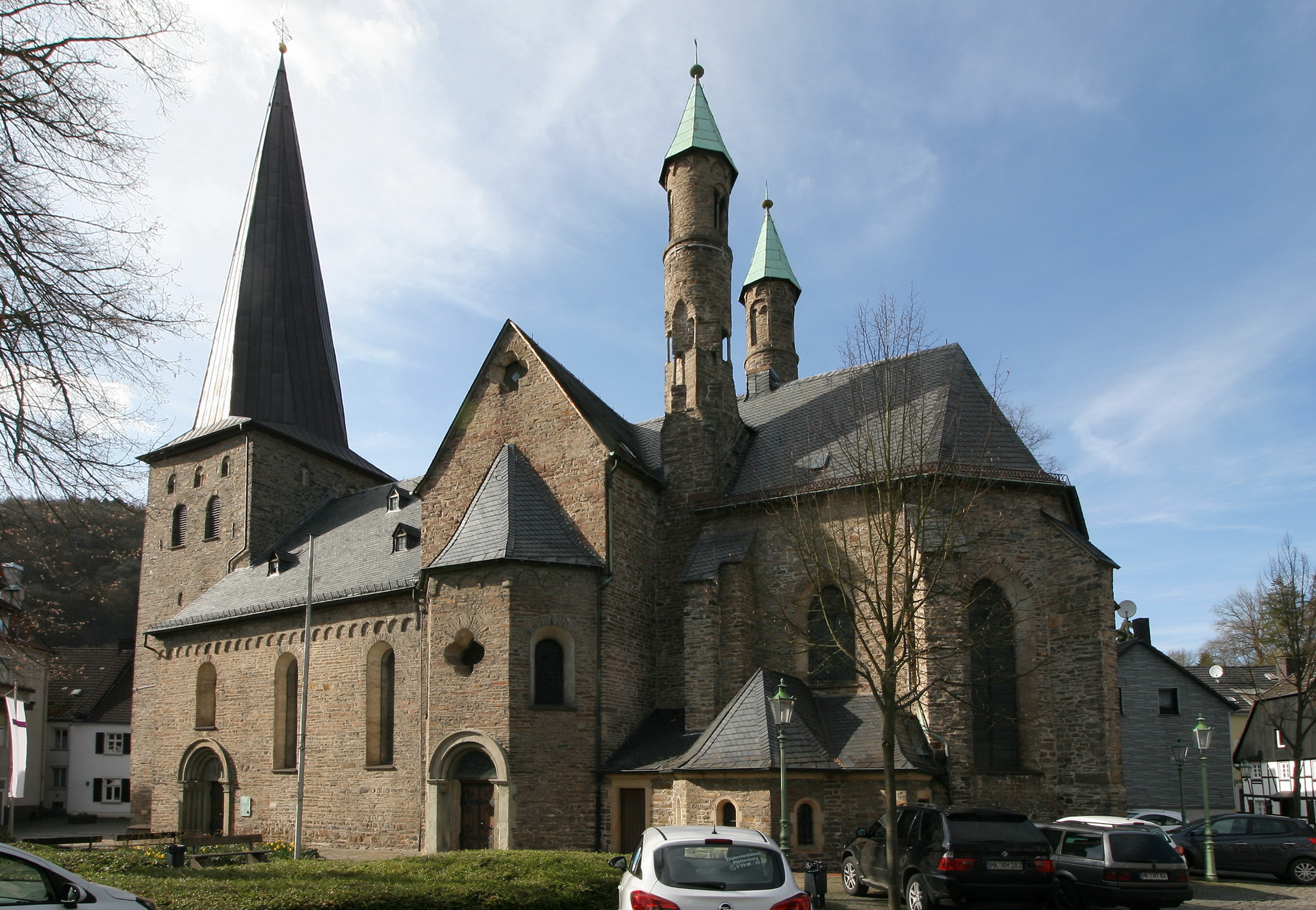
クリストゥス教会

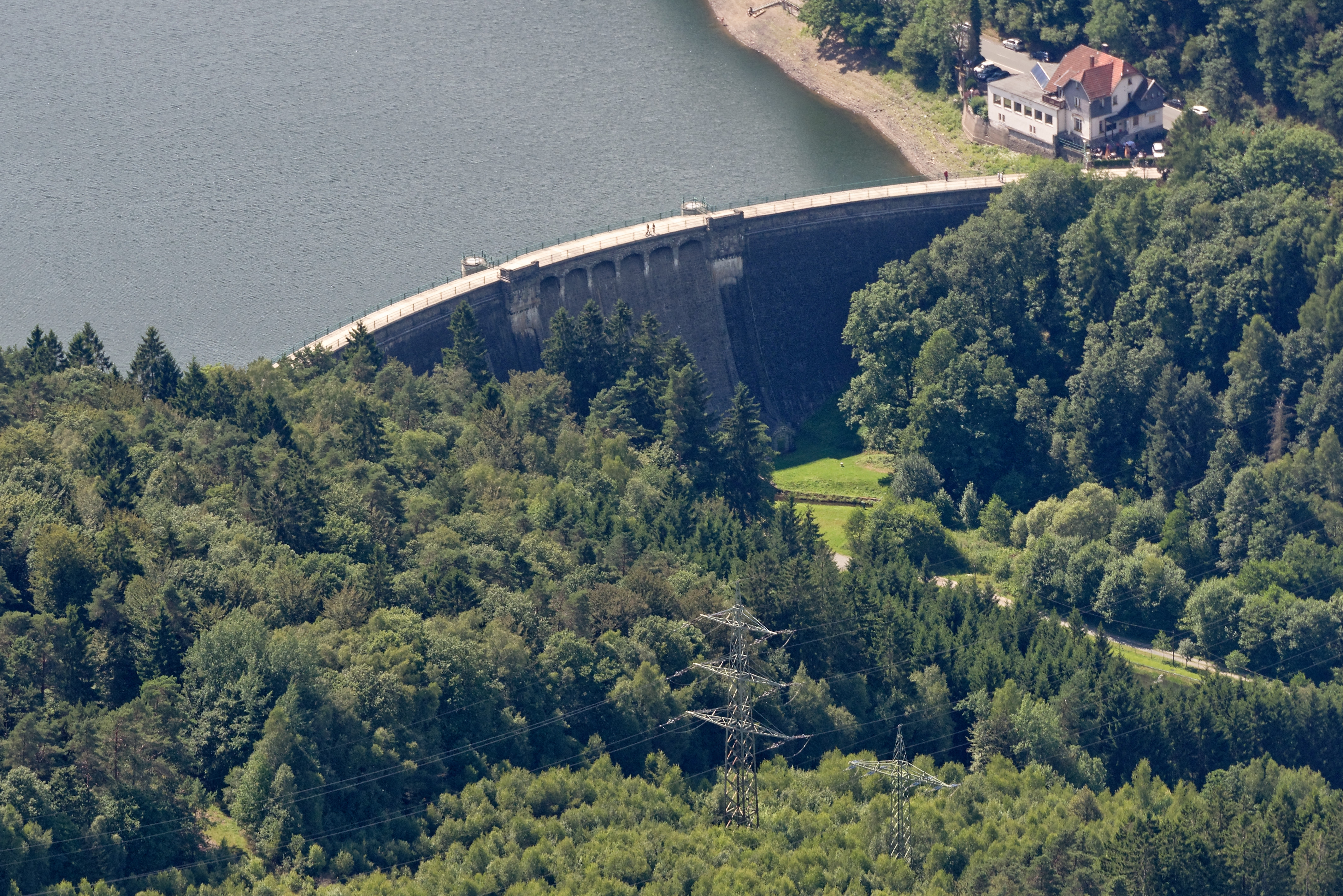
エスタータール堰

- 市の中心部のクリストゥス教会は1230年頃に建設され、初めは聖ランベルトゥス（ドイツ語版、英語版）に献げられていた。都市火災後の1725年に、西塔の角の小塔や中央の塔が解体され、現在は2つの内陣塔だけが遺されている。この教会は中世中期の宗教建築の宝であり、多くのヴェストファーレン地方のメルキッシュ様式のハレンキルヒェの典型的なモデルである。西塔（1100年頃）は、さらに古い小さなザールキルヒェ（ドイツ語版、英語版）に由来する。内部は、太い柱、半柱、蕾型柱頭、円形ヴォールトなど、ローカルな建物に典型的な形式が見られる。ゴシック様式の内陣ヴォールトは、教皇ピウス2世の紋章、10人の枢機卿の紋章、デイシスで彩られている。フランクフルトのステンドグラス作家オットー・リネマンが制作した内陣の窓は、1923年に創られたものである[13]。
- ベーラー教会は、内市街から遠くない丘の上に建っている。1153年頃に最初の記録が遺されている。この教会は1422年にゲルハルト・ムンマートによって聖霊病院と結びついて拡張された。最後の改築は1907年に行われた。1921年製のオルガンは、完全にオリジナルな状態で保存されている。内陣の窓はオットー・リネマンによって制作されたもの（1921年）である[13]。
- オーレの福音主義の村の教会もその建設（1050年から1100年）後にオーレ家の個人礼拝堂として機能していた。教会塔の頂上は1750年に建設され、1882年に聖具室が改築された。それまでに約600体の遺骸がここに葬られ、古い墓地にも埋葬されていた。この教会は珍しいヴェストファーレン型のコールトゥルム教会[訳注 1] である。
- シュヴァルツェンベルク城は1301年に建設され、現在は遺跡が遺るだけである。
- ブリューニングハウゼン城は1311年に初めて記録されており、現在も貴族ヴレーデ家（ドイツ語版）の居館となっている。プレッテンベルク市はこの建物を保護する価値のある文化財に指定している。
- グリミングハウゼン城
- アン・デア・ローミューレの区裁判所の建物は、ヴィルヘルム時代に建てられたもので、保護文化財に指定されている。
- シュテファンダッハシュトゥール、Graewe & Kaiser のために建設された。

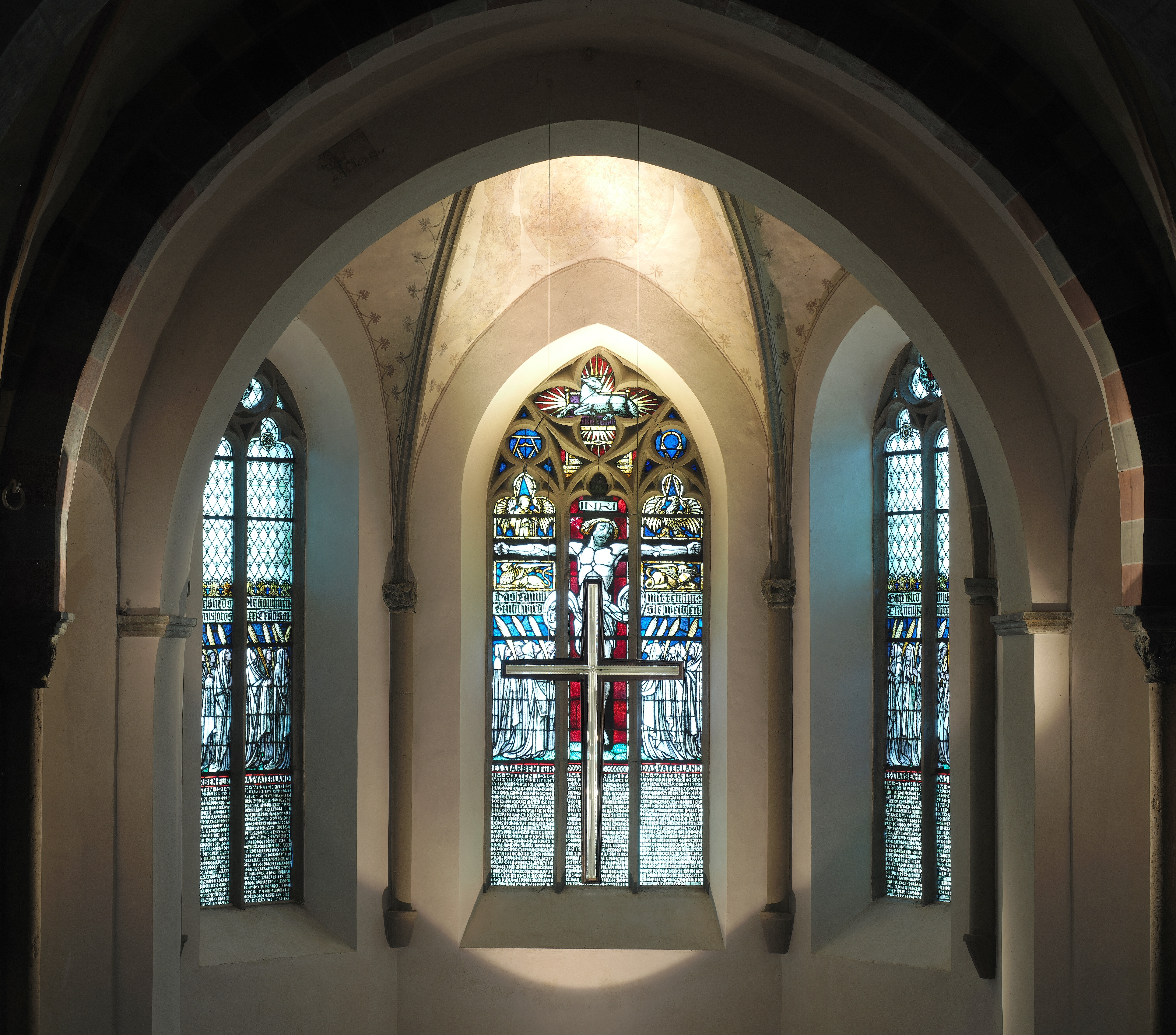
クリストゥス教会のステンドグラス
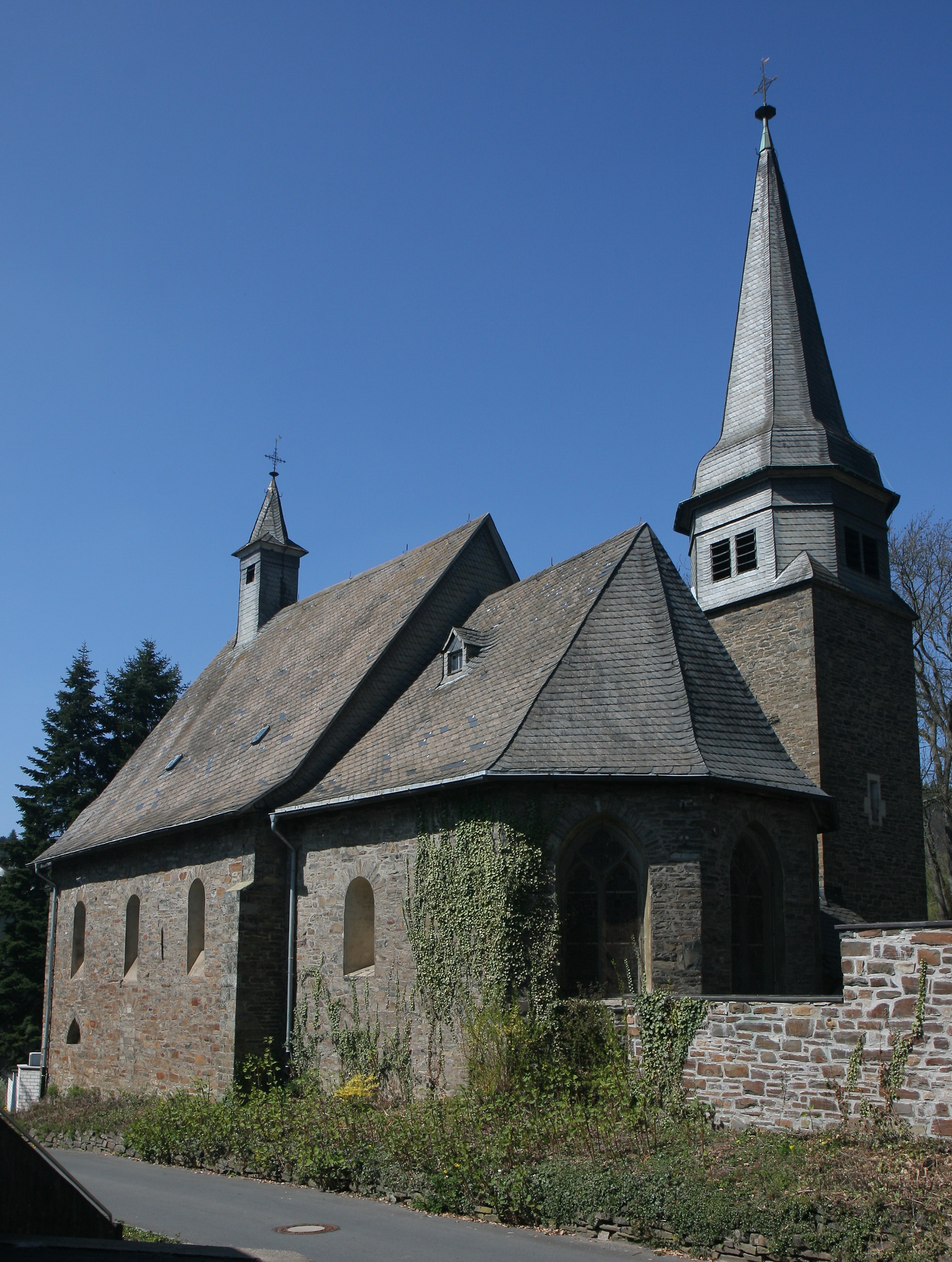
ベーラー教会
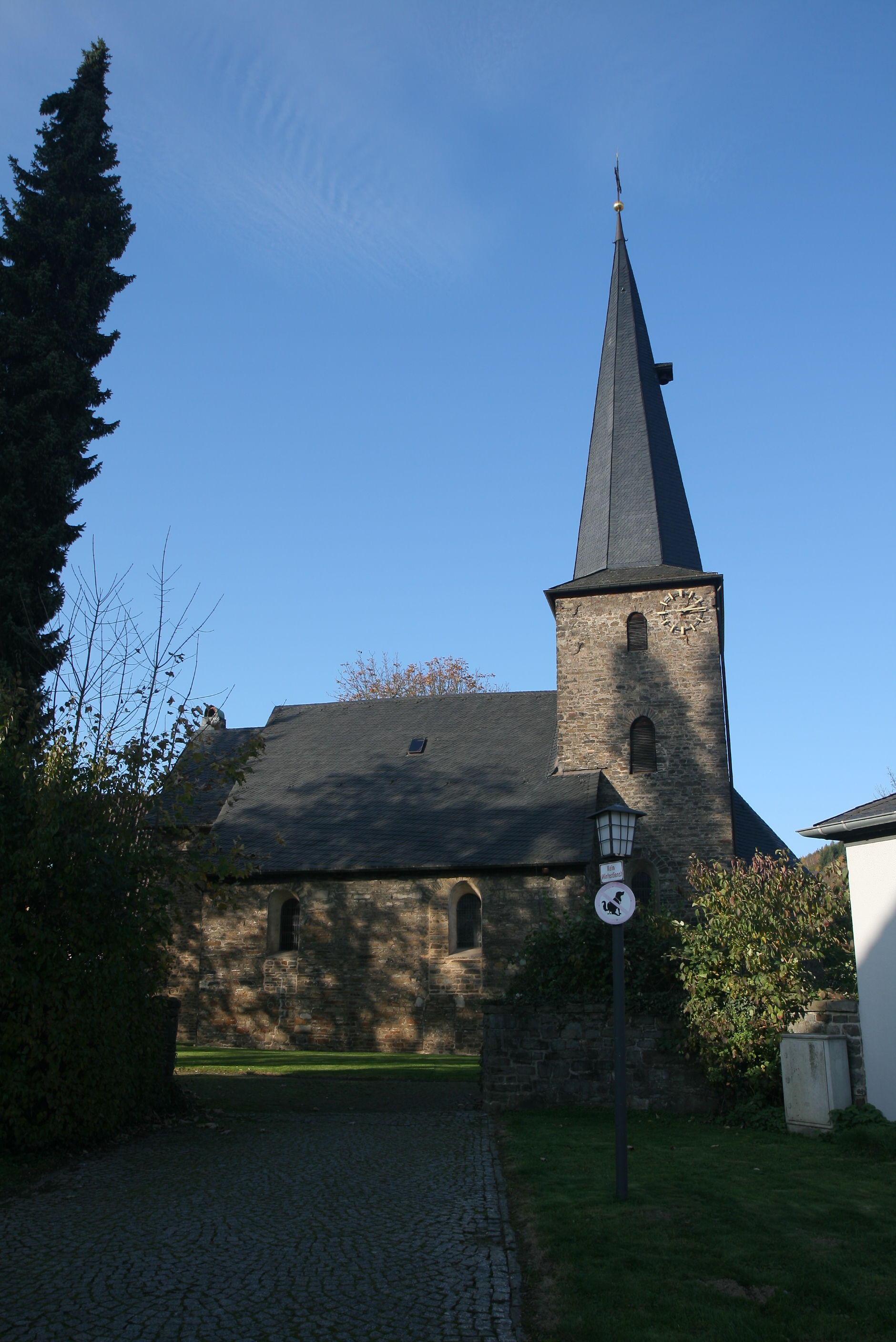
オーレの福音主義教会
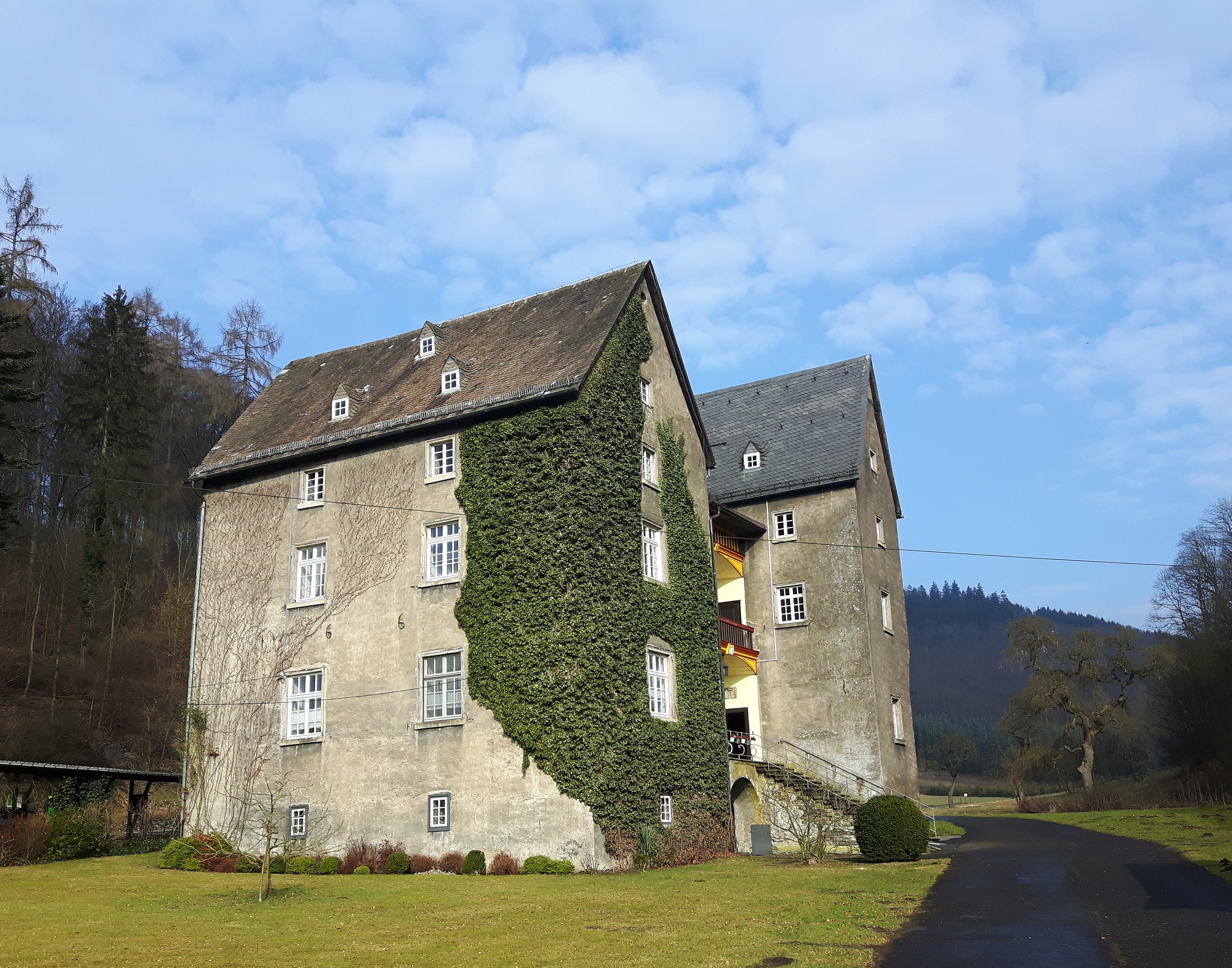
ブリューニングハウゼン城
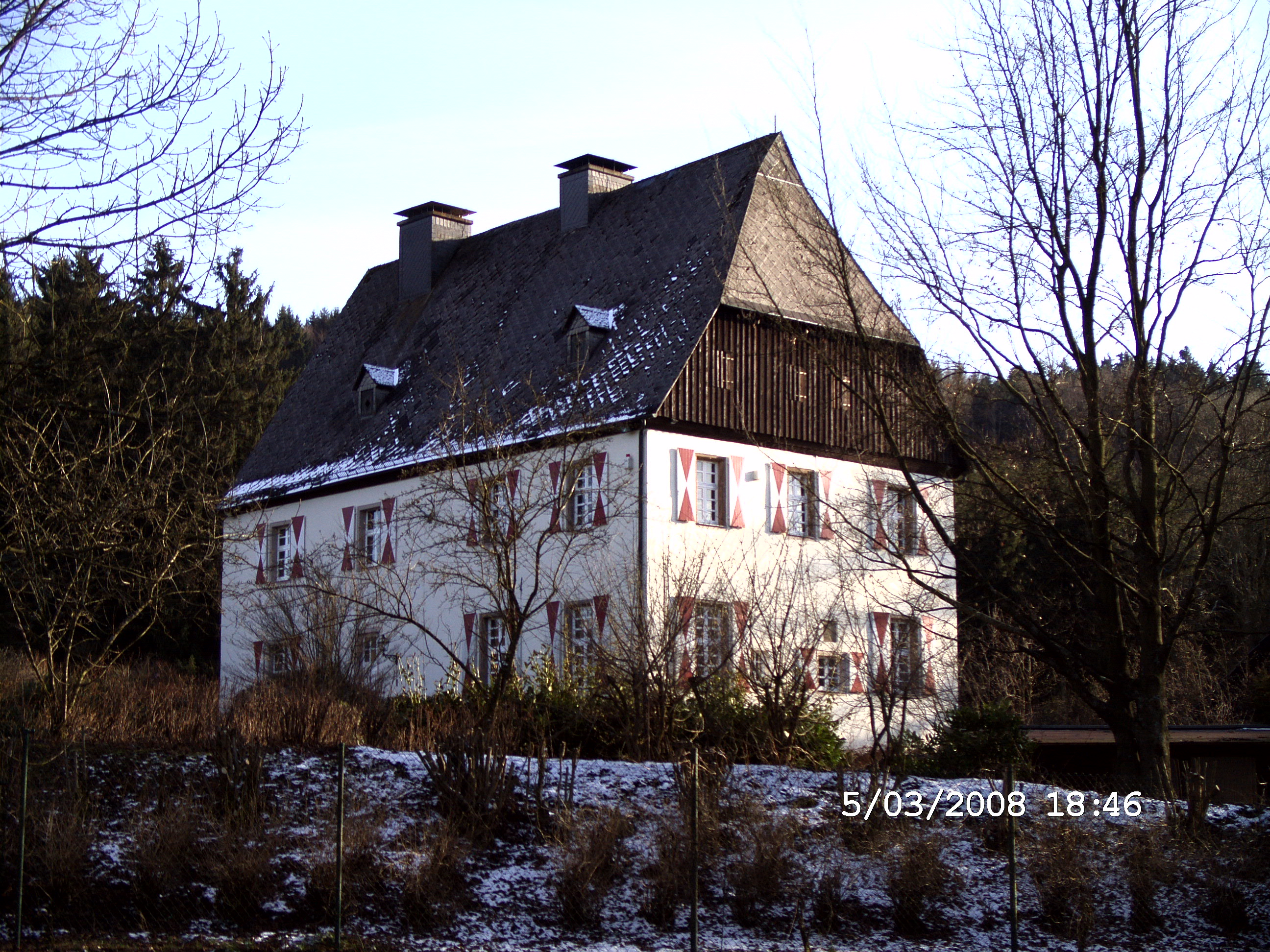
グリミングハウゼン城
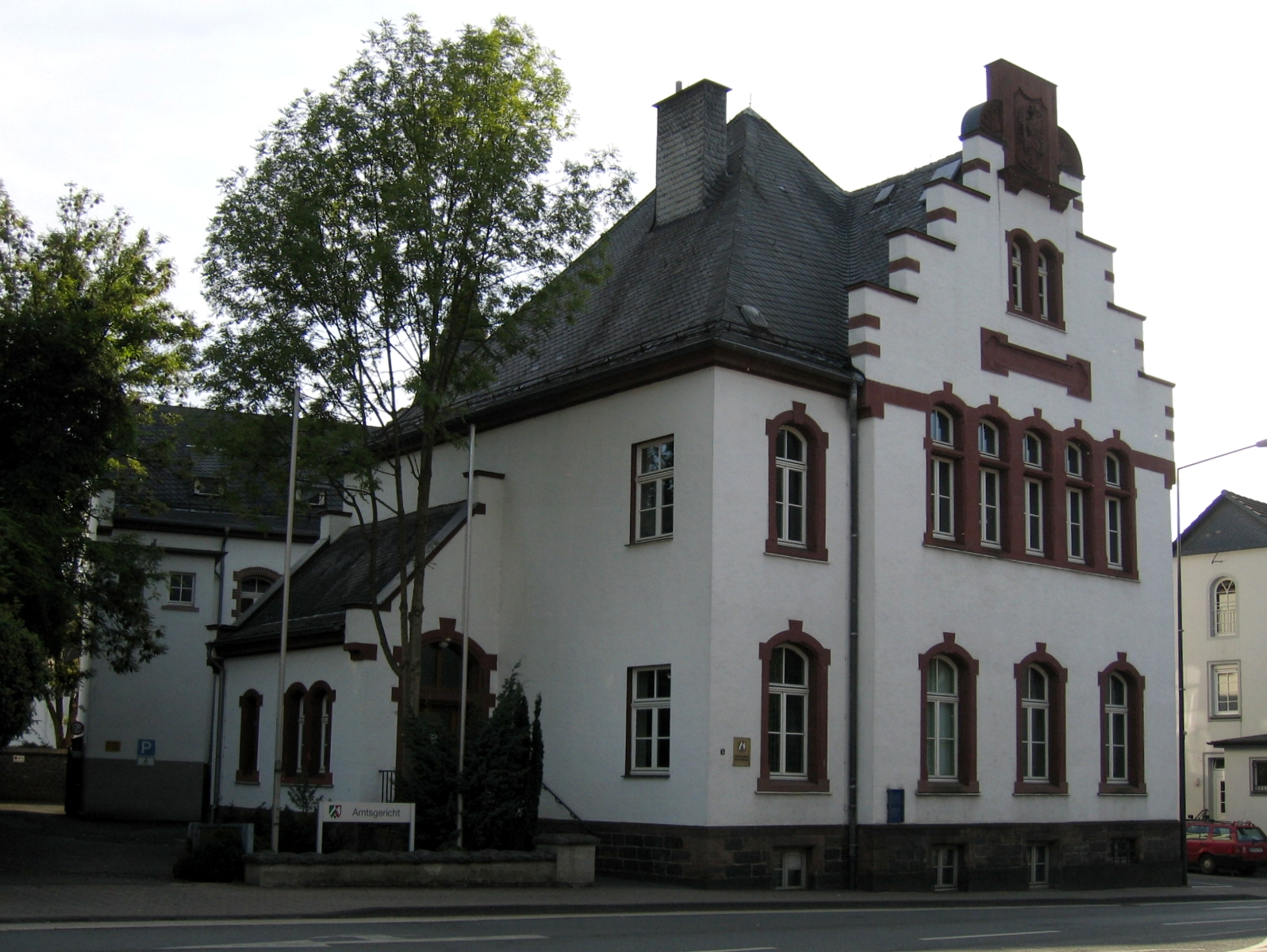
プレッテンベルクの区裁判所
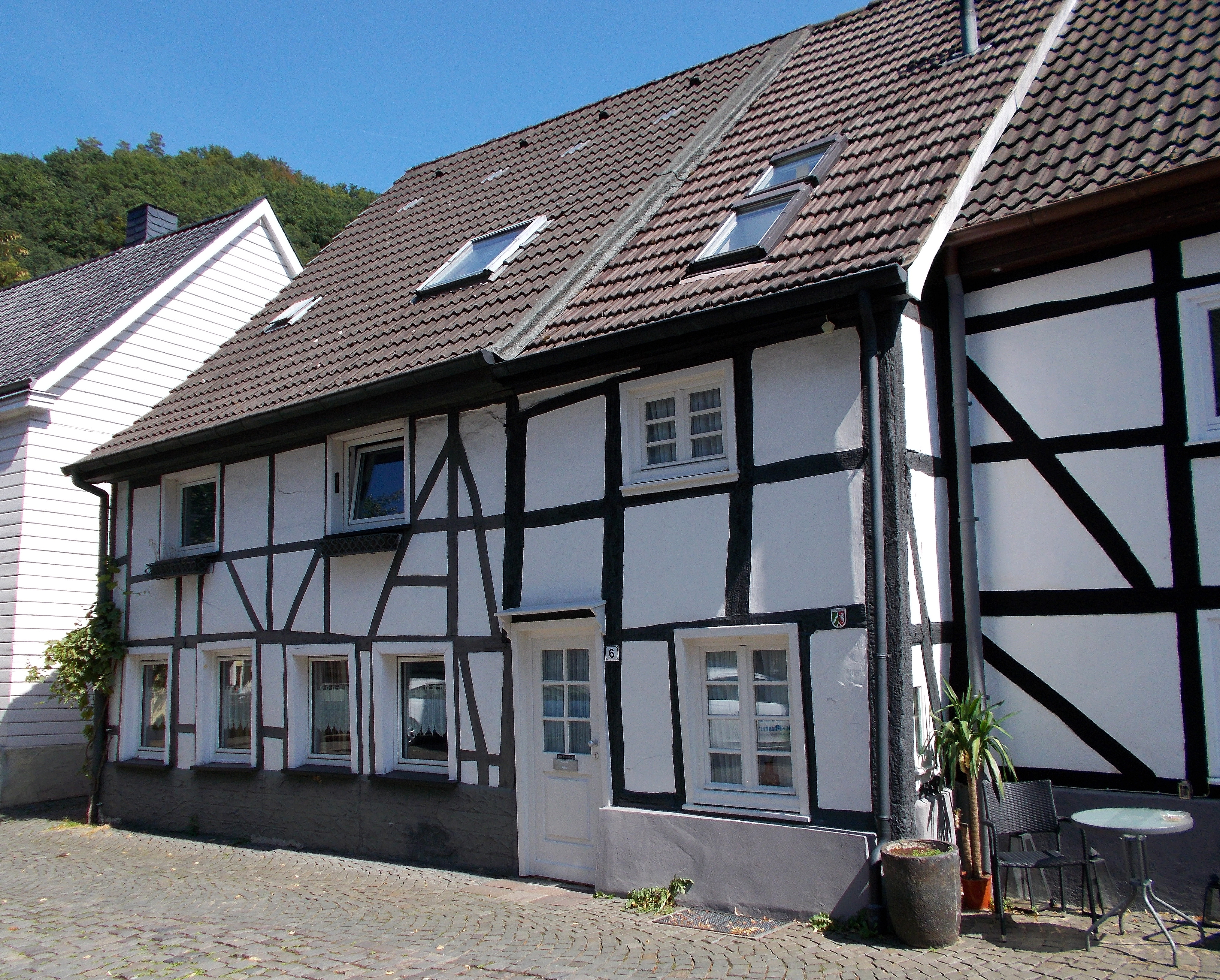
キルヒ通りの木組み建築

### 自然
エスタータール堰はエスター川の上流にあり、310万 m3 の水を貯えることができる。このダムは1904年から1906年に建設された。全長は約 2,300 m である。

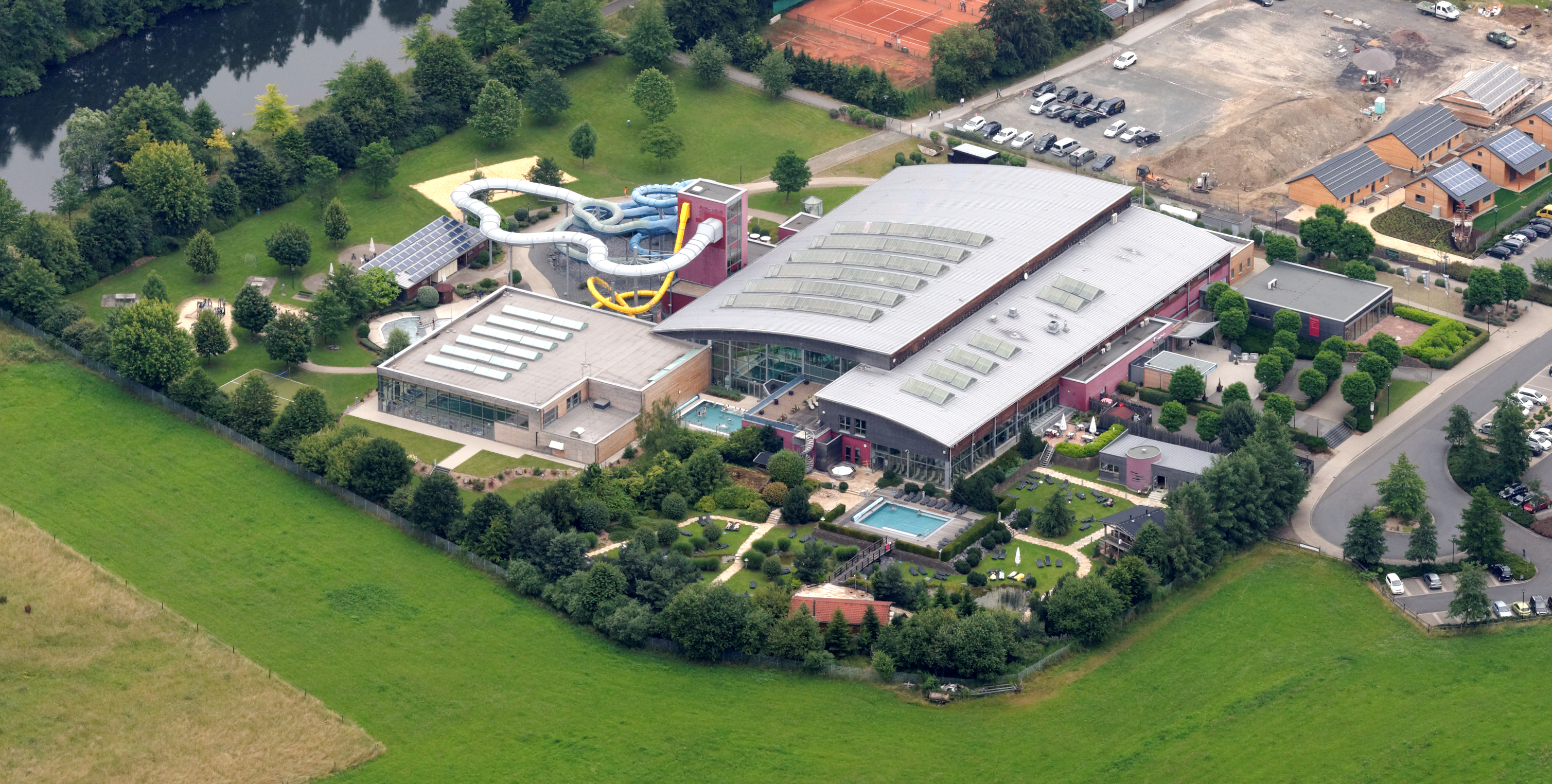
アークヴァマギス・プレッテンベルク

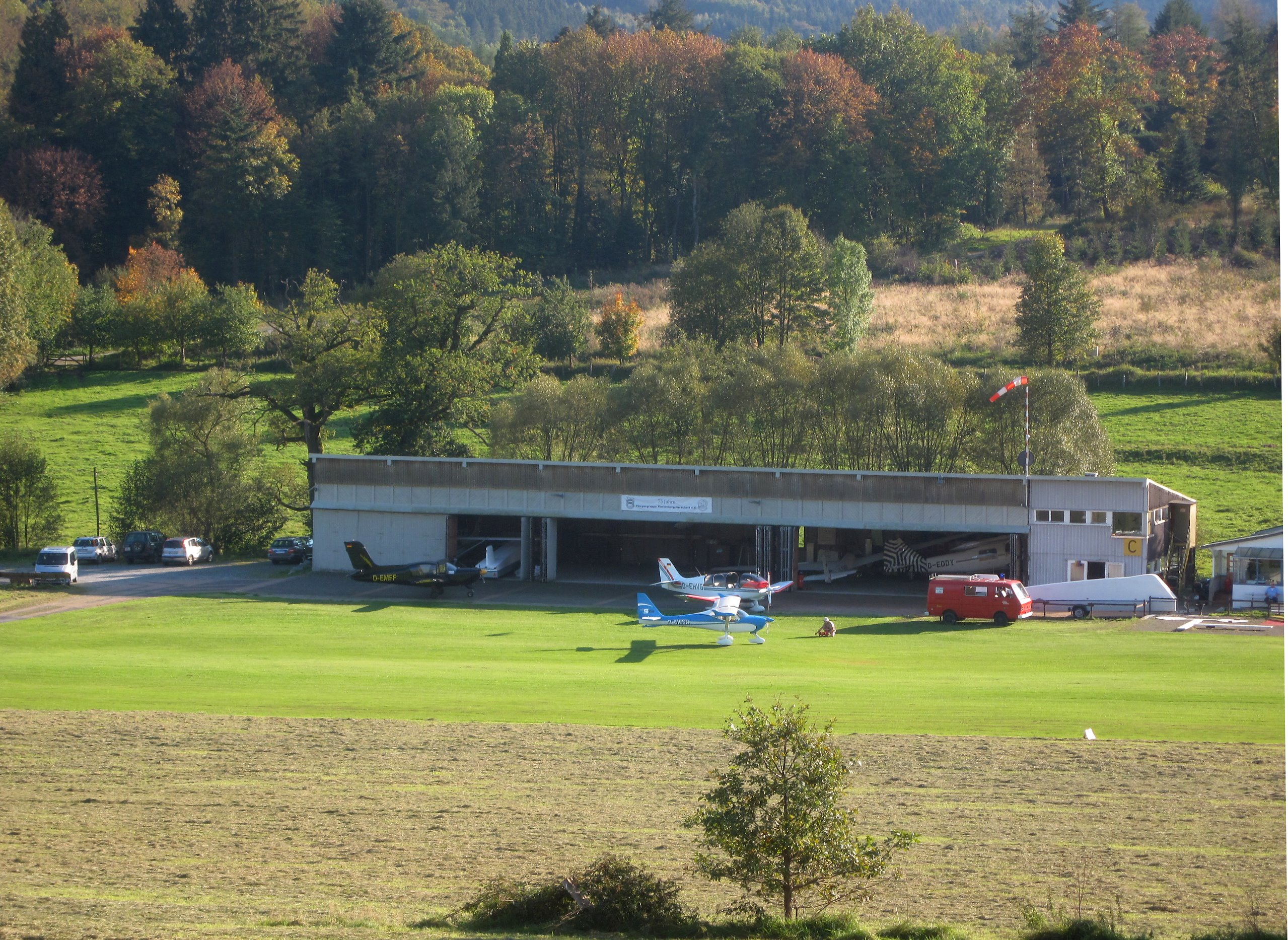
プラッテンベルク＝ヒュイングハウゼン飛行場

### スポーツ
スポーツ・アクティビティのためにこの街は、市の中心部（エルゼ川河畔）とベディングハウゼン地区およびエスターラウ地区（エスタータール）に人工芝のグラウンドを用意している。オーレ地区には天然芝のグラウンドがある。この他のスポーツ施設は、ホルトハウゼンのアウフ・デア・リートや旧屋内プール前にある。施設の総面積は、約55,000平方メートルである。2003年にベディングハウゼンに体験型プール「アークヴァマギス・プレッテンベルク」が建設され、2008年9月にドイツで最初のルーピング＝スライダーがオープンした。
本市最大のサッカークラブが、1889年に創設された SC プレッテンベルクと1891年に設立された TuS プレッテンベルクである。TuS プレッテンベルクの男子チームは、2019/20年シーズンにベツィルクスリーガに参加している。
陸上競技については、1984年にヘルシャイトのグリューネンタール地区で設立されたプレッテンベルク/ヘルシャイト陸上協会がある。この陸上協会の運営クラブは、プレッテンベルガー・スポーツクラブ e.V. (PSC)、TSV エスタータール 1984、TuS ヤーン・オーレ 1904 e.V. である。レジャースポーツ、体操、カヌー、バスケットボール、ジャグリング、ダンス部門を有する TV ヤーン・プレッテンベルクは1887年に発足した。TV ヤーンは、1000人以上の会員を擁するプレッテンベルクで最も会員数の多いクラブである。1951年に設立された地元の水泳クラブ SV プレッテンベルクには、水泳の他にバレーボール、バドミントン、ビーチバレーボール、ステップ・エアロビクス、マウンテンバイクも用意されている。バドミントンについては、バドミントン・フェライン 1963 もある。ダーツは、2015年から TuS プレッテンベルクの「チーム P-ダルター 1. ダート＝スポーツ＝クラブ (DSC) プレッテンベルク」でも楽しむことができる。
射撃競技は、地元の8つの射撃クラブあるいは射撃協会が担っている。
シャッハフェライニグング 1920 プレッテンベルク e.V. は、1997/98シーズンにチェスのブンデスリーガに参加していた。
1932年に設立された「フリーガーグルッペ・プレッテンベルク/ヘルシャイト」はグライダーやウルトラライトプレーンのために、プラッテンベルク＝ヒュイングハウゼン飛行場を利用している。

### 年中行事
プレッテンベルクでも射撃祭は住民に深く根付いている。射撃祭は、プレッテンベルク射撃協会1836、プレッテンベルク＝エスタータール射撃クラブ1877、アイリングハウゼン射撃クラブ1899、プレッテンベルク＝グリューネタール1924、ランデメルト射撃クラブ1927、射撃クラブ・ブラウ＝ヴァイス1951プレッテンベルク・ズントヘレによって内市街および市区で開催される。
第40回 PleWo-都市祭は2018年に開催された。「文化の夏」（2020年からは「フィーア＝テーラー＝ゾマー」（直訳: 4つの谷の夏））は、数週間にわたって、プレッテンベルクの「ゾマーアウゼ」（サマーパーティー）、多彩なステージプログラム、演劇、映画、子供劇などが行われる。
2004年からプレッテンベルク周辺の遊歩道でスポーツイベント「P-ヴェーク・マラソンヴォーヒェンエンデ」（マラソン、バイク）が開催される。主催者は、プレッテンベルク市の P-ヴェーク＝チームである。

## 経済と社会資本

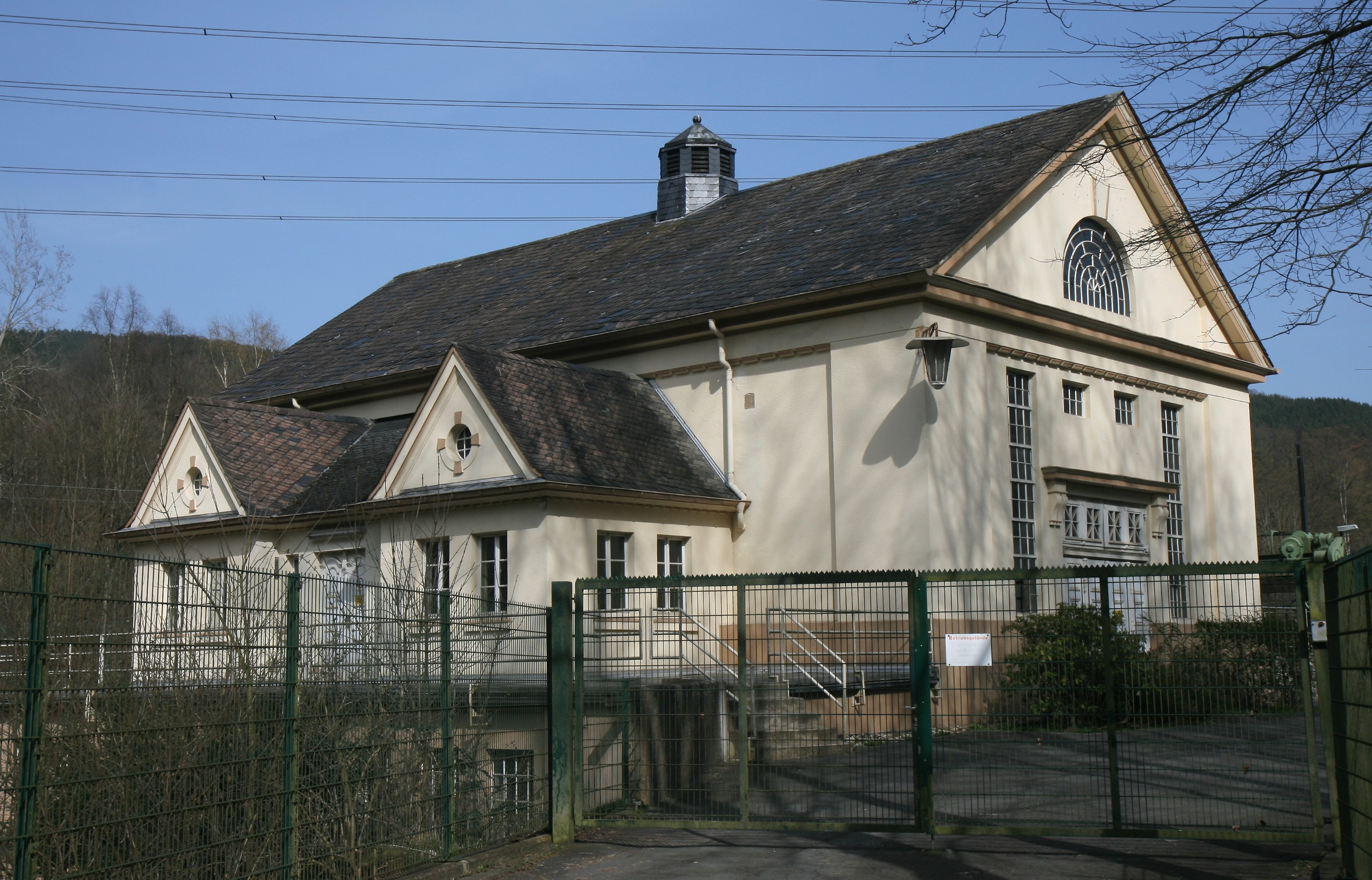
ジーゼル水力発電所

プレッテンベルクの経済は、ザウアーラントの鉱業に根ざした鉄加工業を起源としている。古い産業の多くは、レネ川の水力を直接鍛造の動力として利用し、後には流れ込み式水力発電に利用した。プレッテンベルクには2つの水力発電所がある: ジーゼル水力発電所とオーレ水力発電所である。多くの産業が自動車産業や機械・乗物製造業と密接に関わっている。1846年に設立されたザイセンシュミット、シュミーデテクニーク・プレッテンベルク GmbH & Co. KG、自動車部品製造業者のラッシェ・ウムフォームテクニーク、オーラー鉄工所などがその例である。オーラー鉄工所は、プレッテンベルクの名誉市民ヴァルター・プファイファーが率いる従業員数 1,200人の、プレッテンベルク最大の雇用主である。この街は中小規模の企業が多い。鉄鋼加工業分野（常温圧延、鍛造、プレス成形）がその多くを占める。足場製造業者プレタック AG は長年この街で最も成功した、売り上げの高い企業の1つで、1990年代初めに株取引の成功によって多額の資本を獲得した。その後一時期 DAX の対象銘柄となったが、失敗し、2000年にドイツ株式市場最大級の暴落を起こした。2003年に起こった倒産後もプラッテンベルクの職場のほとんどは保持された。現在は、デューラ自動車システムに属すヴィルヘルム・シャーデ金属製品工場は、アンネローゼ・イーバー＝シャーデに率いられている。
2015年6月30日時点におけるプレッテンベルクの社会保険支払い義務のある就労者は12,571人で、そのうち 69.8 % が製造業、30.1 % が商業、交通・運輸業およびその他のサービス業に従事しており、農林業従事者はわずか 0.2 % ほどである。製造業者が占める割合の州全体の平均は 27.8 % である。

### 交通

#### 道路
ヴェルドール、およびアウトバーン A45号線によるリューデンシャイト方面への接続は、ヴェルドールまでは連邦道 B236号線、そこから先は B229号線を経由する。フィネントロプやレネシュタットへも B236号線を利用する。
アフェルンを経由してノイエンラーデおよびヘネタール方面へは、アフェルンまでは州道 L697号線、そこから先は L842号線を利用する。
「ヴェストタンジェンテ」はバーンホーフ通り（駅前通り）のバイパス道路に関するプロジェクトである。このプロジェクトは、2本の橋と734 m のヘステンベルクトンネルを建設するもので、2006年11月10日に開通した。
元々アウトバーン A54号線（かつて一部は A208号線とも呼ばれた）は、ブルンスム近郊のオランダとの国境からプッフェンドルフ、ベルクハイム、ランゲンフェルト (ラインラント)、ゾーリンゲン、レムシャイト、ラーデフォルムヴァルト、ハルヴァー、リューデンシャイト、ヴェルドール、プレッテンベルクと、ザウアーラントを通る予定であった。当時すでに存在していた A45号線との交差地点は、現在のリューデンシャイト北インターチェンジ (Nr. 13) の南に計画されていた。この A54号線は、現在の A542号線およびゾーリンゲンの市域内を通る州道 L141n号線の2区間以外は完成しなかった。

#### 鉄道

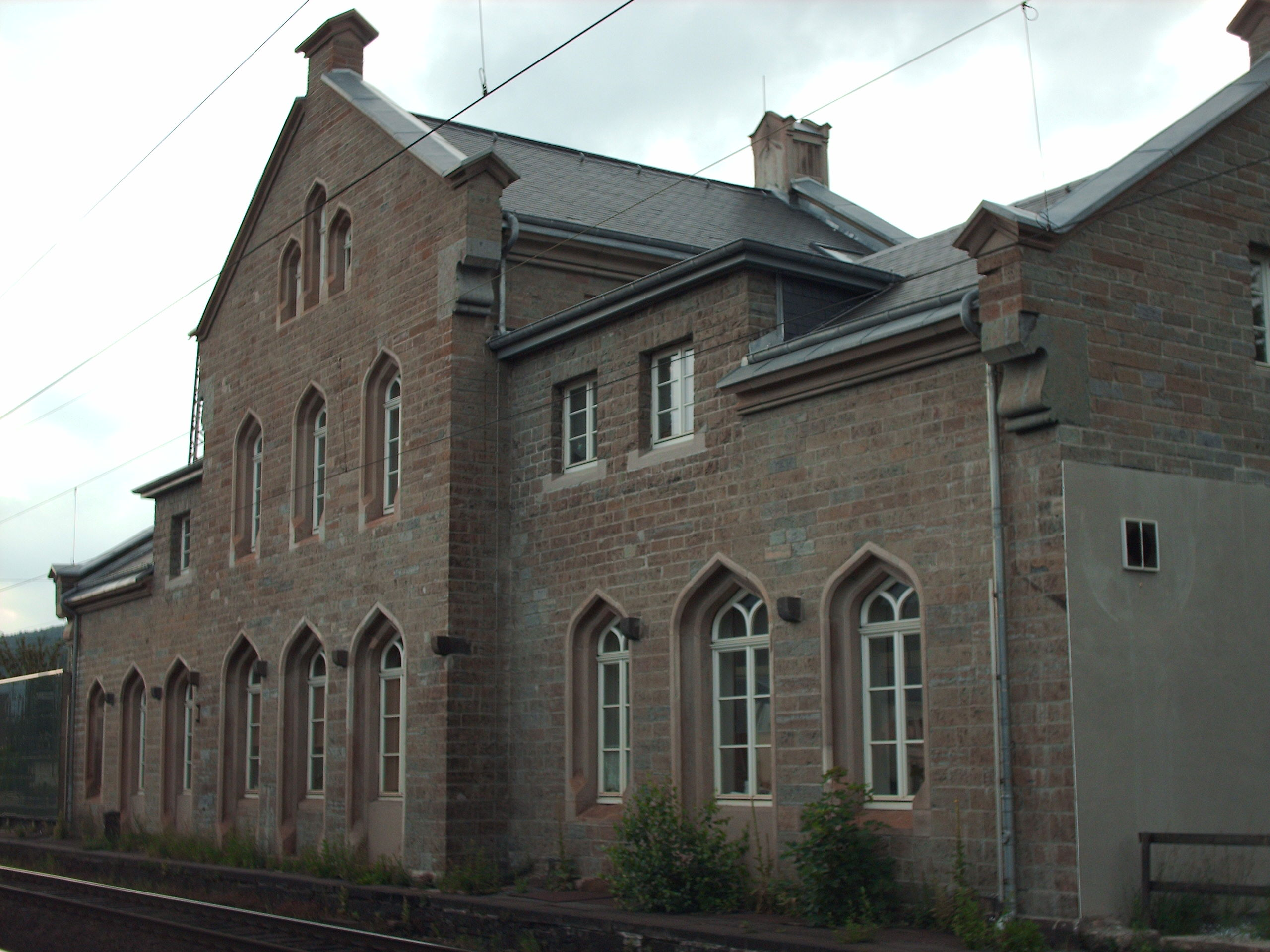
アイリングハウゼン地区のプレッテンベルク駅

アイリングハウゼン地区には、1861年に開通したドイツ鉄道のルール＝ジーク線のプレッテンベルク駅がある。駅は、約800万ユーロをかけて、2005年から2010年に周辺の環境整備および歩行者専用区域への改造がなされた。昇降機が設けられ、プラットホームが完全に刷新された。これにより駅はバリアフリーとなった。
市域内を1896年から1962年まで旅客および貨物運行をしていたプレッテンベルガー・シュトラーセンバーン AG が運営する蒸気機関車による軽便鉄道は、廃止された。
1915年から1996年まで、ドイツ連邦鉄道とその前身となった会社がプレッテンベルク - ヘルシャイト線を運行していた。この路線が市の西部を結んでいた。この路線は1965年に旅客運行を終了した。現在その一部が「ザウアーラント軽便鉄道」として運営されていた。
20世紀初めに、リューデンシャイトとヘルシャイトの市域を通る路線でフォルメタール鉄道（ハーゲン - ディーリングハウゼン）とプレッテンベルク - ヘルシャイト線とを接続し、フォルメタールとレネタールとの間を結びつけようとする計画が立案された。しかし、この計画は高額な工費がかかることから頓挫した。土木工事は当時すでにヘルシャイトで行われていた。第一次世界大戦に伴い、必要な経費が捻出できず、この計画はこれ以上進まなくなった。1920年代にヘルシャイトは鉄道工事を再開しようと試みた。しかし、経済危機による急速なインフレーションの影響で、鉄道建設というテーマは棚上げされた。そしてその後ドイツでは、道路での自動車交通が主力となっていった。路線は約 33.9 km であった。ザウアーラントの山がちの地形のため、計画は大規模なトンネル工事、架橋工事、立体交差工事が盛り込まれていた。たとえば、ヴェルゼタールとアーエタールとの間の連山の、全長 650 m のトンネルなどが計画されていた。この他に、約 300 m のトンネルが、ヘルシャイトのヘレから射撃ホールの麓まで通る予定であった。全部で4本、合わせて 2,175 m のトンネルが計画された。算定されたトンネルの工費は184万マルクであった。王立鉄道管理部は、路線全体の工費を980万マルク、1 km あたり 289,100マルクと見積もった。

#### バス
現在バス交通は主に、メルキッシェ交通共同体 (MVG) およびルール＝ジーク・バス交通 (BRS) およびプレッテンベルク市民バスが運行している。

#### 自転車
ザウアーラントとルール地方とを結ぶ自転車道レネルートがプレッテンベルクを通っている。

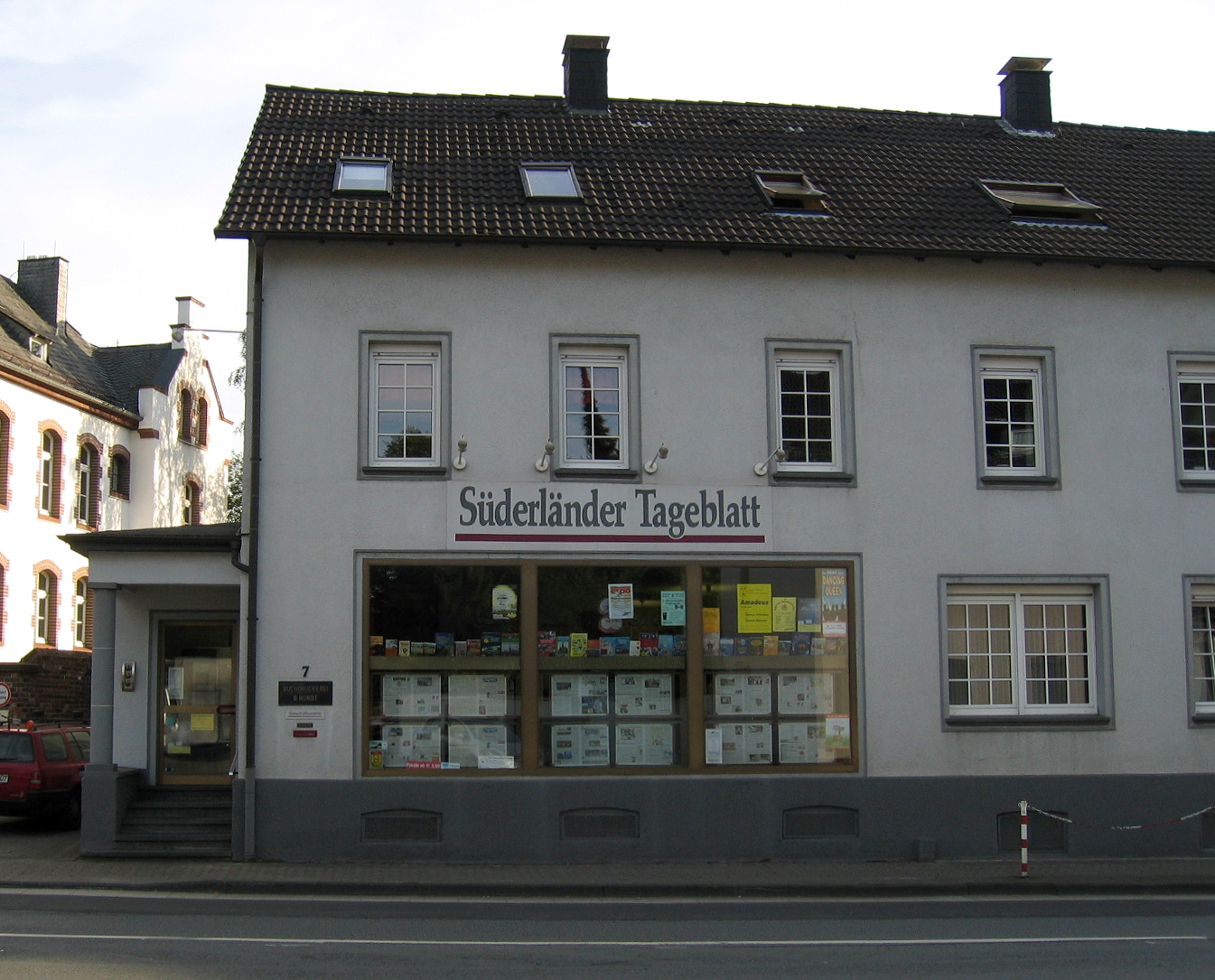
ジューダーレンダー・ターゲブラット出版社

### メディア
地方日刊紙が「ジューダーレンダー・ターゲブラット」である。プレッテンベルクではラジオ MK で、ノルトライン＝ヴェストファーレン州向けのローカルラジオを聴くことができる。この放送は、州メディア局によって送信所 Nr. 72 から 99.5 MHz で放送されている。

### 公共施設
プレッテンベルクは区裁判所の所在地である。この区裁判所はプレッテンベルク市だけでなく、ヘルシャイトをも管轄しており、ハーゲン地方裁判所の下位に組織されている。医療の基盤はクランケンハウス・プレッテンベルクが担っている。この他にイーザーローン職業安定所の支所がある。

### 教育
プレッテンベルクには、一般基礎課程学校が 6校ある: オーレ基礎課程学校、ハレンシューレ、エッシェンシューレ、マルティン＝ルター＝シューレ、ホルトハウゼン基礎課程学校、エスタータール基礎課程学校である。この他プレッテンベルクには、イム・ベディングハウザー・フェルトとツェッペリンシューレの2校の本課程学校、市立ゲシュヴィスター＝ショル実科学校、市立アルベルト＝シュヴァイツァー＝ギムナジウムがある。フィーア＝テーラー＝シューレは、学習障害を重点とする市の養護学校である。
レネタール音楽学校はヴェルドールに本部を置いているが、プレッテンベルクにも施設を有している。

## 人物

### 出身者
- カール・シュミット（1888年 - 1985年）法学者、政治学者
- ルート・エーヴェラー（1913年 - 1947年）女優
- ゲルハルト・ヒルシュフェルト（1946年 - ）歴史家
- マックス・オッテ（ドイツ語版、英語版）（1964年 - ）経済学者
- ミハエル・バルテルス（1968年 - ）レーシング・ドライバー

## 関連図書
- Plettenberger Stadtgeschichte 7 Bde. Plettenberg: Stadt Plettenberg. (1997)
- Ludwig Erbeling (2003). Das Bommecketal in Plettenberg (Sauerland): naturkundliche Monografie eines Naturschutzgebietes. Lüdenscheid: Naturwissenschaftliche Vereinigung. ISBN 978-3-00-012819-6
- Wolf Dietrich Groote (2002). Die Plettenberger Kleinbahn. Nordhorn: Kenning. ISBN 978-3-933613-56-1
- Gerold Schmidt (1983). “Die (Blaufärber) Familie Claus/Klaus aus dem Siegerland, dem Sauerland (Plettenberg und Altena) und Münster(Westf.)”. Deutsches Familienarchiv (Neustadt a. d. Aisch) 82:  199–261.

### 訳注
1. ↑  教会塔内に内陣が置かれ一体化した形式の教会